# 교모세포종
교모세포종(膠母細胞腫, 영어: glioblastoma)은 신경교종의 일종으로 뇌에서 일차적으로 발생하는 가장 흔하고 심한 형태의 종양이다. 처음 발생하는 증상과 징후는 질병에 특이적이지 않고 두통, 성격변화, 또는 구역질 등 뇌졸중과 유사한 증상일 수 있다. 빠른 증상악화가 있으며 의식불명에 이를 수 있다.
대부분의 종양 발생 원인은 잘 알려져있지 않다. 희귀한 원인으로는 신경섬유종증이나 리 프라우메니 증후군이 있으며 방사선에 노출되는 것도 원인으로 거론된다. 교모세포종은 전체 뇌종양의 15%를 차지한다. 현재는 뇌교세포 또는 이미 발생한 저등급 뇌종양등에서 발생한다고 알려져있다. 진단은 CT, MRI등 영상검사와 수술적 조직검사등으로 확인할 수 있다.
교모세포종은 극복이 어려운 대표적인 종양으로, 발병자의 중간값은 약 12~15개월이며, 5년을 넘긴 환자는 약 3~5%이다.

## 질병 발생 기전

### 뇌종양 줄기-유사 세포
교모세포종의 종양세포에서는 유사줄기세포의 특성이 확인되었고 기존치료에 대한 저항성 또는 높은 재발률의 원인으로 추정된다. 이 교모세포종 줄기-유사 세포는 미세혈관의 주변에 존재한다.

## 진단

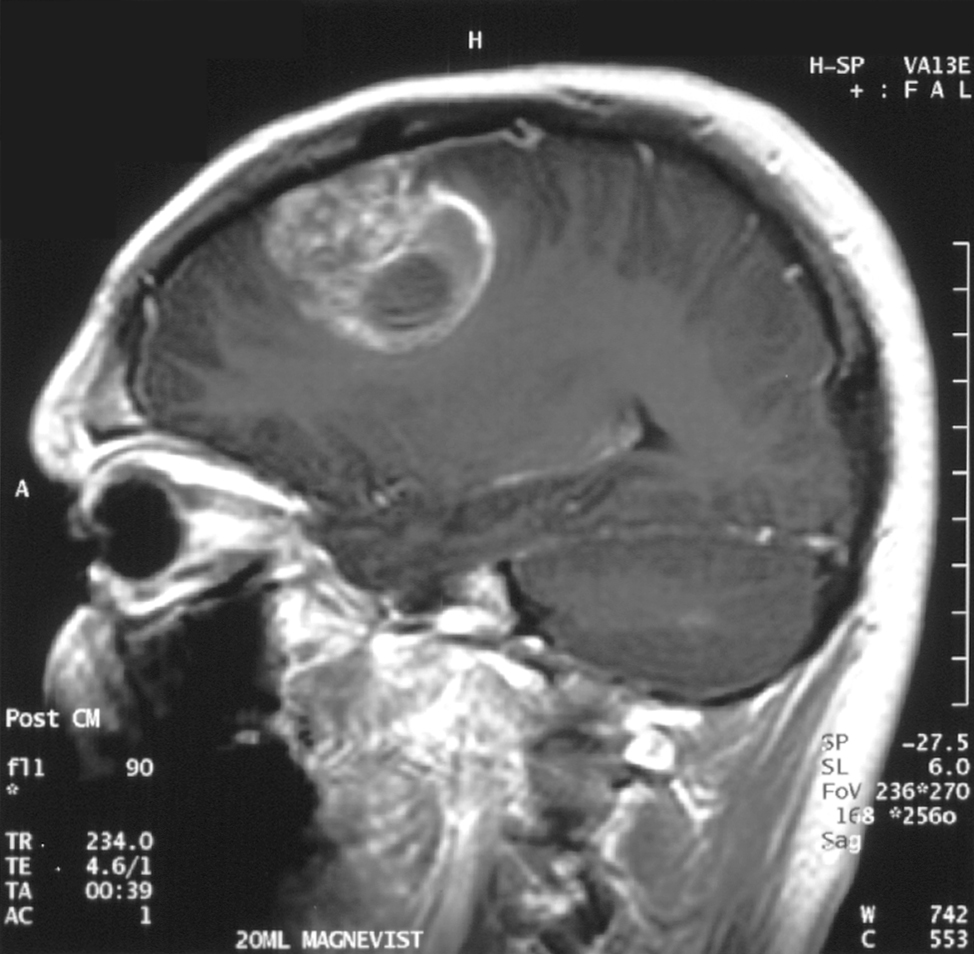
15세 소견의 조영증강 MRI사진 소견 (시상면)

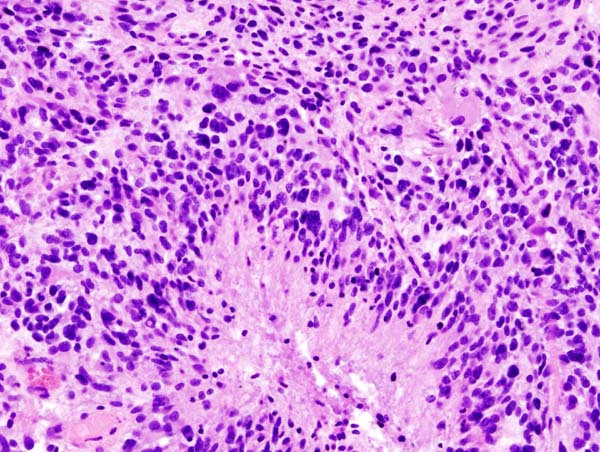
교모세포종 조직 (병리 슬라이드, 아래에 괴사가 보인다)

## 치료
교모세포종은 다음과 같은 특성으로 치료가 매우 어렵지만 치료방법이 있다.
- 현재 치료에 대해 종양세포의 저항성이 강하다.
- 정상 뇌조직이 현재 치료에 손상될 가능성이 있다.
- 정상 뇌조직은 회복능력이 제한적이다.
- 약물이 뇌혈관장벽 또는 뇌종양장벽을 넘어가는 것이 제한적이다.

교모세포종의 치료는 수술치료, 표준요법 항암방사선 동시치료(테모졸로마이드-방사선 복합치료) 그리고 표준요법 항암치료의 순서로 이뤄지게 된다.
환자 분의 상태와 세부진단에 따라 추가적으로 수술, 항암치료 또는 방사선 치료 등을 고려할 수 있다.

#### 수술
교모 세포종의 1차 치료는 수술이다.
현재까지의 연구결과로는 종양을 가장 많이 제거하는 것의 효과가 크다고 한다. 종양제거정도를 늘리기 위해 글리올란(5-aminolevulinic aicd), 수술용 네비게이션 시스템 등을 사용하게 된다. 환자의 신경학적 기능 보존과 관련하여 수술 중 모니터링이나 각성수술방법을 사용한다.
교모세포종은 일반 종양과 달리 발견 당시 뇌조직에 대한 침윤정도가 매우 높다. 교모세포종은 완전제거를 하더라도 거의 재발가능성이 있기 때문에 항암치료와 방사선치료가 필요하다.

#### 방사선치료
수술 후 방사선 치료를 하는 것이 현 치료방법이다. 테모달 병행 방사선치료를 하게 된다.

#### 항암치료
테모졸로마이드 (테모달)이 표준 요법에 사용된다.
환자의 상태에 따라 추가 약물을 고려할 수 있다.

## 역사
다형성 교모세포종은 1926년 퍼시벌 베일리와 하비 쿠싱에 의해 처음 문헌으로 남겨졌다. 이는 교세포의 전단계로 추정되던 신경아교모세포에서 기원한다는 추정과 종양의 구조가 괴사, 출혈 낭종 등 다양한 모습이 보인다는 것에서 만들어진 이름이다.
현재는 교모세포종이라고 부르지만 이름에서와 달리 외배엽의 기원을 가지고 있다.

## 연구
다양한 연구가 활발하게 진행되고 있다.

## 참고자료
1. ↑  Bleeker, Fonnet E.; Molenaar, Remco J.; Leenstra, Sieger (2012). “Recent advances in the molecular understanding of glioblastoma”. 《Journal of Neuro-Oncology》 108 (1): 11–27. doi:10.1007/s11060-011-0793-0. PMC 3337398. PMID 22270850.
2. ↑  《World Cancer Report 2014》. World Health Organization. 2014. Chapter 5.16쪽. ISBN 9283204298.